# Episodi di Supernatural (quattordicesima stagione)

Logo della quattordicesima stagione

La quattordicesima stagione della serie televisiva Supernatural è stata trasmessa in prima visione negli Stati Uniti da The CW dall'11 ottobre 2018 al 25 aprile 2019.
È stata la terza stagione con Andrew Dabb e Robert Singer come showrunner e il tredicesimo episodio della stagione ha segnato il trecentesimo episodio nella storia dello show.
In Italia la stagione è stata trasmessa in prima visione assoluta su Rai 4 dal 12 dicembre 2020 al 9 gennaio 2021, con 5 episodi settimanali. Solo ai primi due sabati furono trasmessi 3 episodi, dal terzo sabato 2 e ogni domenica altri 2.
Gli antagonisti principali della stagione sono l'arcangelo Michele della dimensione apocalittica, Nick e Chuck.
| n° | Titolo Originale           | Titolo Italiano              | Prima TV USA     | Prima TV Italia  |
| -- | -------------------------- | ---------------------------- | ---------------- | ---------------- |
| 1  | Stranger in a Strange Land | Straniero in terra straniera | 11 ottobre 2018  | 12 dicembre 2020 |
| 2  | Gods and Monsters          | Dei e Mostri                 | 18 ottobre 2018  | 12 dicembre 2020 |
| 3  | The Scar                   | La Cicatrice                 | 25 ottobre 2018  | 12 dicembre 2020 |
| 4  | Mint Condition             | Condizioni ottime            | 1º novembre 2018 | 13 dicembre 2020 |
| 5  | Nightmare Logic            | Logica da incubo             | 8 novembre 2018  | 13 dicembre 2020 |
| 6  | Optimism                   | Ottimismo                    | 15 novembre 2018 | 19 dicembre 2020 |
| 7  | Unhuman Nature             | Natura disumana              | 29 novembre 2018 | 19 dicembre 2020 |
| 8  | Byzantium                  | Bisanzio                     | 6 dicembre 2018  | 19 dicembre 2020 |
| 9  | The Spear                  | La Lancia                    | 13 dicembre 2018 | 20 dicembre 2020 |
| 10 | Nihilism                   | Nichilismo                   | 17 gennaio 2019  | 20 dicembre 2020 |
| 11 | Damaged Goods              | Merce danneggiata            | 24 gennaio 2019  | 26 dicembre 2020 |
| 12 | Prophet and Loss           | Profeta e perdita            | 31 gennaio 2019  | 26 dicembre 2020 |
| 13 | Lebanon                    | Lebanon                      | 7 febbraio 2019  | 27 dicembre 2020 |
| 14 | Ouroboros                  | Uroboro                      | 7 marzo 2019     | 27 dicembre 2020 |
| 15 | Peace of Mind              | Pace mentale                 | 14 marzo 2019    | 2 gennaio 2021   |
| 16 | Don't Go in The Woods      | Non andare nel bosco         | 21 marzo 2019    | 2 gennaio 2021   |
| 17 | Game Night                 | Serata di gioco              | 4 aprile 2019    | 3 gennaio 2021   |
| 18 | Absence                    | Assenza                      | 11 aprile 2019   | 3 gennaio 2021   |
| 19 | Jack in the Box            | Jack nella scatola           | 18 aprile 2019   | 9 gennaio 2021   |
| 20 | Moriah                     | Moriah                       | 25 aprile 2019   | 9 gennaio 2021   |

## Straniero in terra straniera
- Titolo originale: Stranger in a Strange Land
- Diretto da: Thomas J. Wright
- Scritto da: Andrew Dabb

### Trama
I cacciatori giunti dalla dimensione apocalittica si dedicano alla lotta contro i mostri, mentre Sam è alla ricerca di Michele che ha preso Dean come tramite ed è sparito da 3 settimane. Anche Castiel prosegue nella ricerca di Dean e si mette in contatto con un demone, Kipling, che rapisce l'angelo e lo usa come esca per arrivare a Sam. Intanto Jack, dopo aver perso la grazia e di conseguenza anche i poteri, viene allenato da Bobby per imparare l'autodifesa; inoltre Sam cerca di consolare il ragazzo e gli offre tutto il suo supporto. Kipling chiede un incontro a Sam che lo raggiunge insieme a Mary, Bobby, Jack e Maggie. Il demone ambisce a diventare il nuovo Re degli Inferi e vuole la collaborazione di Sam: Kipling gli passerà le informazioni necessarie, come faceva Crowley, ma in cambio lui dovrà chiudere un occhio sulla violenza demoniaca. Sam rifiuta e intima ai demoni di informare i loro simili che chiunque voglia diventare il nuovo Re degli Inferi dovrà vedersela con lui. Il demone perde la pazienza e proprio mentre sta per attaccarlo, irrompono Mary e Bobby che affrontano i demoni e liberano l'angelo. Tornati al bunker, Castiel consola Jack, ancora affranto per non essere più di grande aiuto dopo aver perso i suoi poteri, mentre Sam visita Nick, il tramite di Lucifero sopravvissuto alla possessione del diavolo che si sta riprendendo dallo scontro e ha ancora incubi. Nel frattempo Michele vaga per il mondo cercando esseri che sappiano cosa vogliano e che si dimostrino quindi meritevoli della salvezza finché si imbatte in Jo, il tramite di Anael: questa, scampata all'arcangelo, chiama Sam per informarlo delle sue intenzioni.
- Supernatural Legends: angeli, demoni.
- Special guest star: Jim Beaver (Bobby Singer)
- Guest star: Samantha Smith (Mary Winchester), Danneel Ackles (Anael), Katherine Evans (Maggie), Shafin Karim (Jamil Hamed).
- Altri interpreti: Dean Armstrong (Kipling).
- Musiche: Shot Down In Flames (AC/DC), Let Him Walk This Troubled Earth Again (Yvonne Devaney).
- Ascolti USA: telespettatori 1,49 milioni - rating 18-49 anni 0,5%[1]
- Ascolti Italia: telespettatori 89 000 – share 0,4%[2]

## Dei e Mostri
- Titolo originale: Gods and Monster
- Diretto da: Richard Speight Jr.
- Scritto da: Brad Buckner e Eugenie Ross-Leming

### Trama
Jack cerca informazioni su come poter rigenerare la propria grazia e Castiel gli racconta di quando, durante la caduta degli angeli, lui perse i suoi poteri e per poter andare avanti doveva contare principalmente su sé stesso, oltre che su Sam e Dean. Inoltre cerca di incoraggiarlo facendogli notare come i fratelli Winchester abbiano grandi abilità derivanti non solo dalle esperienze positive e negative, ma anche da doti come la pazienza e la resistenza. Tentando di abituarsi alla sua vita da umano, Jack fa visita ai suoi nonni materni senza rivelare la sua identità e la sorte di Kelly, ma solo che questa ha avuto un figlio e che si è sempre comportata come un'ottima madre. Nick intanto continua ad essere tormentato dai ricordi di Lucifero e inizia a mostrare un comportamento simile a quello dell'arcangelo, tanto che Castiel comincia a sospettare che il diavolo abbia fatto più danni del previsto alla sua psiche e gli raccomanda di riposare per riprendersi dal trauma che gli ha causato Lucifero. Ma appena Nick scopre che l'omicidio di sua moglie e di suo figlio non sono mai stati risolti, l'uomo decide di investigare personalmente e si reca da Arty Nielson, il suo ex vicino di casa (reo di aver cambiato la sua versione dei fatti facendo chiudere il caso). Nick pretende spiegazioni da Arty e gli intima di raccontargli la verità, ma lui continua a dire di non aver visto nulla così Nick decide di ucciderlo con un martello, cioè nella stessa maniera in cui il killer uccise sua moglie e suo figlio. Nel frattempo, Michele sta eseguendo degli esperimenti per potenziare le creature sovrannaturali usando la grazia angelica: dopo essersi accordato con un gruppo di licantropi tende un agguato al gruppo di Sam il quale, con non poche difficoltà, riesce tuttavia a cavarsela. Subito dopo sopraggiunge Dean, che rivela a suo fratello che Michele ha improvvisamente abbandonato il suo corpo.
- Supernatural Legends: angeli, vampiri, licantropi.
- Special guest star: Jim Beaver (Bobby).
- Guest star: Samantha Smith (Mary), Meganne Young (Lydia Crawford).
- Altri interpreti: Michael Bean (Arty Nielson), Fred Keating (Il padre di Kelly Kline), Chilton Crane (La madre di Kelly Kline), Andrea Drepaul (Melanie).
- Ascolti USA: telespettatori 1,53 milioni - rating 18-49 anni 0,5%[3]
- Ascolti Italia: telespettatori 125 000 - share 0,5%[2]

## La cicatrice
- Titolo originale: The Scar
- Diretto da: Robert Singer
- Scritto da: Robert Berens

### Trama
Dean nota una strana cicatrice sul suo braccio e con l'aiuto di Castiel scoprono che a procurargliela, mentre era ancora il tramite di Michele, è stata la stessa creatura che Sam e Dean hanno affrontato nella dimensione oscura. I Winchester contattano quindi Jody e si recano a Sioux Falls dove si stanno verificando degli omicidi in cui le vittime riportano la stessa cicatrice. L'obiettivo è trovare la misteriosa creatura e la sua arma che sembra essere efficace contro l'arcangelo. Sam, Dean e Jody riescono nel loro intento e restano sorpresi quando scoprono che si tratta di una versione di Kaia proveniente dalla dimensione oscura. La ragazza spiega che lei e Kaia erano connesse, inoltre la sua morte era stata un incidente in quanto la Kaia della dimensione oscura intendeva uccidere Claire, poi rivela che Michele ha tentato di portarla dalla sua parte, nell'imminente guerra che intende scatenare, con l'obiettivo di impossessarsi della sua arma, ma lei si è rifiutata. Durante uno scontro con Michele, la Kaia della dimensione oscura era riuscita a ferire l'arcangelo che ha dovuto abbandonare il tramite di Dean e da allora la ragazza viene perseguitata dai mostri potenziati. Poco dopo i quattro vengono attaccati da un gruppo di licantropi potenziati, ma Kaia riesce a ucciderli, salvando i tre cacciatori, e poi fugge con la sua arma. Nel viaggio di ritorno, Dean finalmente rivela a Sam i dettagli del tremendo dolore subìto mentre Michele lo possedeva e che non è ancora minimamente vicino all'essere abbastanza forte per affrontare l'arcangelo. Nel frattempo Jack, ritenendosi inutile, ha intenzione di scappare dal bunker, ma cambia idea quando vede Castiel che sta cercando di guarire una ragazza, Lora, appena sottratta alle grinfie di una strega e succube di un incantesimo mortale. Attraverso un'intuizione Jack riesce a salvarla e Castiel, impressionato e orgoglioso dei suoi progressi, gli propone di andare a caccia insieme; il ragazzo accetta, ma comincia a essere cagionevole di salute.
- Supernatural Legends: licantropi, magia.
- Guest stars: Kim Rhodes (Jody Mills), Yadira Guevara-Prip (Kaia della dimensione oscura).
- Altri interpreti: Natasha Calis (Lora), Catherine Lough Haggquist (Jules).
- Ascolti USA: telespettatori 1,39 milioni - rating 18-49 anni 0,4%[5]
- Ascolti Italia: telespettatori 205 000 - share 0,8%[2]

## Condizioni ottime
- Titolo originale: Mint Condition
- Diretto da: Amyn Kaderali
- Scritto da: Davy Perez

### Trama
A Salem, in Ohio, Stuart, un commesso di un negozio di fumetti, ruba la statuetta di un personaggio prima della fine del turno e appena torna a casa viene aggredito dal gioco. Intanto Dean, in occasione di Halloween, sta facendo una maratona di film sull'Uomo Accetta, ma Sam lo coinvolge a occuparsi del caso. Parlando con la nuova proprietaria, Samantha, ben presto i due cacciatori capiscono che dietro le misteriose aggressioni c'è il fantasma del loro ex datore di lavoro, che si impossessa del manichino dell'Uomo Accetta, esposto in negozio, e che vuole uccidere Stuart per i furti e la sgarbatezza verso i clienti. Dopo aver risolto il caso, Sam consola di nuovo Dean dicendogli che le azioni di Michele non sono in alcun modo imputabili a lui, dato che ha permesso all'arcangelo di possederlo solo per difendere la sua famiglia. Infine Sam confessa il vero motivo per cui odia Halloween, legato ad un episodio imbarazzante della sua adolescenza.
- Supernatural Legend: fantasmi.
- Guest star: Genevieve Buechner (Samantha), Aaron Paul Stewart (Dirk), Kurt Ostlund (Stuart)
- Altri interpreti: Barry Nerling (L'Uomo Accetta), Hayley Sales (Janet).
- Ascolti USA: telespettatori 1,46 milioni - rating 18-49 anni 0,4%[6]
- Ascolti Italia: telespettatori 185 000 – share 0,70%[7]

## Logica da incubo
- Titolo originale: Nightmare Logic
- Diretto da: Darren Grant
- Scritto da: Meredith Glynn

### Trama
Maggie si trova in Oklahoma a caccia di ghoul e documenta le sue indagini attraverso dei video che carica sul server del bunker nel caso dovesse trovarsi improvvisamente in pericolo. La giovane cacciatrice viene aggredita da alcune creature nascoste in una cripta, così Sam e Dean, non avendo più notizie di lei, si recano sul posto dove incontrano anche Mary e Bobby. Quest'ultimo rimprovera Sam per non essere all'altezza di un leader per i cacciatori, facendo sentire il ragazzo in colpa. I quattro scoprono che la proprietà appartiene all'anziano signor Patrick Rawlings che si trova in stato vegetativo ed è sottoposto alle cure dell'infermiere Neil; poco dopo arriva Sasha, la figlia di Patrick, che vuole restare da sola per affrontare l'imminente dipartita del padre e li manda via. Mentre i cacciatori continuano a indagare attorno alla proprietà, Sam e Mary trovano gli effetti personali di altri cacciatori; invece Dean si imbatte in uno zombie che ha le stesse sembianze di Patrick Rawlings, ma quando lo trafigge la creatura si polverizza. Nel frattempo anche Sasha sente dei rumori sospetti in casa, ma appena sta per raggiungere la soffitta viene sorpresa da un vampiro che subito dopo sparisce. I cacciatori, dopo le recenti scoperte, sono costretti a rivelare l'esistenza del soprannaturale a Sasha, ancora sconvolta per quello che ha visto, ma non capiscono con quale essere hanno a che fare. Inizialmente ipotizzano che Patrick possa essere un potente sensitivo, riferendosi al caso di Fred Jones, e che i mostri siano delle manifestazioni, ma Dean attraverso alcuni indizi capisce che in realtà Neil è un Djinn potenziato da Michele che ha il potere di far manifestare le paure delle sue vittime. Mentre Bobby affronta la manifestazione di suo figlio Daniel, ucciso dagli angeli di Michele, Sam, perlustrando la soffitta, trova Maggie incatenata ma ancora viva, e riesce a liberarla dopo aver affrontato la manifestazione di un vampiro. Dean si scontra con Neil che prima di morire rivela il piano di Michele: l'arcangelo sta potenziando i mostri con l'obiettivo di uccidere tutti i cacciatori. Risolto il caso, Bobby e Mary si prendono alcuni giorni di riposo assieme nella baita di Donna Hanscum, ma prima di partire Bobby si scusa con Sam riconoscendo i suoi sforzi per fare al meglio il suo lavoro. I fratelli Winchester avvertono tutti i loro conoscenti di stare attenti ai mostri potenziati da Michele; poi si fanno forza l'un l'altro e si ripromettono di trovare un modo con cui uccidere l'arcangelo.
- Supernatural Legend: Djinn.
- Special guest star: Jim Beaver (Bobby Singer).
- Guest star: Samantha Smith (Mary), Katherine Evans (Maggie), Leah Cairns (Sasha Rawlings), Chris Patrick-Simpson (Neil).
- Altri interpreti: Darcy Hula (Patrick Rawlings), Thomas Nicholson (Daniel Singer).
- Ascolti USA: telespettatori 1,43 milioni - rating 18-49 anni 0,3%[9]
- Ascolti Italia: telespettatori 194 000 - share 0,70%[7]

## Ottimismo
- Titolo originale: Optimism
- Diretto da: Richard Speight Jr.
- Scritto da: Steve Yockey

### Trama
Jack convince Dean a indagare insieme su alcune morti sospette nel Nebraska. Indagando, scoprono che le morti sono legate a Harper Sayles, una ragazza molto popolare, ma considerata "sfortunata", in quanto tutti i ragazzi che si avvicinano a lei finiscono per morire. Per avvicinarsi alla ragazza, Jack si finge cliente della biblioteca dove lavora e, facendo conoscenza, Harper si mostra interessata a lui. Alla fine del turno, Harper invita Jack a casa sua e Dean decide di seguirli così può indagare meglio su di lei, ma viene distratto dalle grida di Miles, un altro amico della ragazza, che viene trovato morto. Jack scopre che Harper aveva un fidanzato, Vance, ma che da quando si sono lasciati lei sembra perseguitata dalla sfortuna. Poco dopo sopraggiunge Dean, seguito dallo zombie di Vance, responsabile degli omicidi, che cerca di sfondare la porta dell'abitazione. Jack mette in salvo Harper, mentre Dean affronta lo zombie che poi scappa per cercare la ragazza. Nascosti in biblioteca, Jack scopre che in realtà Harper è una negromante: ha riportato in vita Vance e gli procura carne umana di cui cibarsi attirando altri ragazzi. Una volta fermato il redivivo, Harper riesce a fuggire, ma scrive una lettera a Jack nella quale confessa di essere innamorata di lui. Nel frattempo Sam e Charlie si occupano di un Musca (un ibrido uomo-mosca) nel Tennessee e durante le indagini Charlie confessa a Sam che ha intenzione di ritirarsi dalla caccia dopo tutta la sofferenza vissuta nel periodo dell'Apocalisse nella sua dimensione e la perdita della fidanzata Kara, ma il minore dei Winchester riesce a convincere l'amica a non abbandonare la vita da cacciatrice. Tornati al bunker, Dean riconosce che Jack ha le qualità per poter fare il cacciatore e ha intenzione di coinvolgerlo nei prossimi casi, ma improvvisamente Jack sta male e ha un mancamento.
- Supernatural Legends: Necromanzia, Musca.
- Guest star: Felicia Day (Charlie Bradbury), Maddie Phillips (Harper Sayles).
- Altri interpreti: Sam Robert Muik (Vance).
- Musiche: Stayin' Alive (The Bee Gees)
- Ascolti USA: telespettatori 1,48 milioni - rating 18-49 anni 0,4%[10]
- Ascolti Italia: telespettatori 145 000 – share 0,70%[11]

## Natura disumana
- Titolo originale: Unhuman Nature
- Diretto da: John Showalter
- Scritto da: Eugenie Ross-Leming e Brad Buckner

### Trama
Poiché le condizioni di Jack peggiorano ad un ritmo preoccupante e neanche le cure mediche sembrano funzionare, Sam e Dean chiedono l'aiuto di Rowena. La strega, inizialmente riluttante a curare il figlio di Lucifero, si lascia convincere e cerca un modo per guarire Jack: si scopre che il furto della grazia ha rotto l'equilibrio tra la sua parte umana e quella angelica e che pertanto è necessario ripristinarlo. Jack, rendendosi conto che sta per morire, chiede a Dean di trascorrere una giornata insieme, durante la quale gli viene insegnato a guidare e pescare. Intanto Castiel si reca da uno sciamano, Sergei, che gli consegna una fiala di grazia dell'arcangelo Gabriele, ma anche questa non sortisce praticamente alcun effetto rendendo quasi vana la speranza di salvare il giovane. Nel frattempo Nick continua le sue ricerche per sapere chi ha ucciso la sua famiglia scoprendo che il massacro è avvenuto per opera di un poliziotto posseduto da un demone, Abraxas; dopo aver ucciso l'uomo violentemente, Nick prega Lucifero di riprendere possesso di lui per smettere di soffrire e la preghiera sembra risvegliare l'arcangelo dal Nulla cosmico.
- Supernatural Legends: magia, Nulla cosmico.
- Guest star: Ruth Connell (Rowena), Dmitiri Vantis (Sergei).
- Altri interpreti: Craig March (Frank Kellogg), Leanne Khol Young (Diane Fargo), Raylene Harewood (Madelyn).
- Musiche: Let It Ride (Bachman-Turner Overdrive)
- Ascolti USA: telespettatori 1,49 milioni - rating 18-49 anni 0,4%[12]
- Ascolti Italia: telespettatori 129 000 - share 0,50%[11]

## Bisanzio
- Titolo originale: Byzantium
- Diretto da: Eduardo Sánches
- Scritto da: Meredith Glynn

### Trama
Dopo aver salutato i suoi cari, Jack perde la vita; non rassegnandosi all'idea, Sam e Dean si rivolgono a Lily Sunder, un'esperta della magia angelica, convinti che grazie alle sue conoscenze potrebbe salvare Jack. Lily stringe un accordo con i cacciatori: userà la stessa magia che l'ha tenuta in vita su Jack (utilizzare una parte della sua anima per riportarlo indietro e restituirgli i suoi poteri), ma in cambio loro dovranno fare in modo che l'anima della donna andrà in Paradiso, perché vuole ricongiungersi con sua figlia. Così mentre Sam e Dean preparano il rituale per evocare il dio Anubi, Castiel si reca in Paradiso per cercare l'anima di Jack, che nel frattempo si ricongiunge con sua madre Kelly. Castiel scopre da Duma e Naomi che il Nulla sta attaccando il Paradiso, in quanto ha intenzione di prendersi Jack (essendo lui metà angelo). L'entità attacca gli angeli e intende portarsi via il Nephilim, ma Castiel cerca di convincere il Nulla a prendere lui. Il Nulla accetta il patto, ma prenderà Castiel solo quando quest'ultimo vivrà un attimo di vera felicità. Intanto Lily viene giudicata da Anubi non meritevole di andare in Paradiso, quindi la donna rifiuta di sottoporsi all'incantesimo, ma i fratelli Winchester riescono a farle cambiare idea. Il rituale riesce e Jack torna in vita, mentre Lily, essendosi sacrificata per l'incantesimo, viene ora giudicata idonea da Anubi ad accedere al Paradiso; Naomi, riconoscente per l'aiuto, rivela a Castiel la posizione di Michele. Infine l'angelo convince Jack a non rivelare ai Winchester del suo accordo fatto con il Nulla.
- Supernatural Legends: angeli, Nulla cosmico, divinità.
- Guest star: Courtney Ford (Kelly Kline), Erica Cerra (Duma/Nulla cosmico), Amanda Tapping (Naomi).
- Altri interpreti: Veronica Cartwright (Lily Sunder), Carmela Guizzo (Kelly Kline da piccola), Sean Amsing (Anubi), Riun Garner (Zuriel).
- Musiche: Please Call Home (The Allman Brothers Band)
- Ascolti USA: telespettatori 1,53 milioni - rating 18-49 anni 0,5%[14]
- Ascolti Italia: telespettatori 190 000 - share 0,70%[11]

## La lancia
- Titolo originale: The Spear
- Diretto da: Amyn Kaderali
- Scritto da: Robert Berens

### Trama
Kansas City, Missouri. Michele continua a radunare mostri per il suo esercito con l'intento di attaccare gli umani, così Garth finge di allearsi a lui e ha modo di fungere da infiltrato per i Winchester. Sam e Dean nel frattempo si sono accordati con Ketch per ricevere un generatore di impulsi iperbolici (una delle armi degli Uomini di Lettere Britannici, usata dai cacciatori per espellere Lucifero dal corpo di Jefferson Rooney) per poter rinchiudere Michele nella Gabbia. Ai nuovi reclutati di Michele viene somministrata una pozione per potenziarli e Garth non ha modo di ritirarsi, ma prima della trasformazione completa riesce a rivelare i piani dell'arcangelo ai Winchester. Dean e Castiel, grazie alle informazioni dell'amico licantropo, trovano la Kaia della dimensione oscura e riescono a convincerla a prestare la sua lancia; in cambio però la ragazza chiede di essere riportata nel suo mondo. Nel frattempo Sam e Jack recuperano l'arma inviata da Ketch, ma vengono attaccati da Michele che rapisce il Nephilim, dopo aver distrutto l'oggetto. L'arcangelo cerca di convincere Jack ad allearsi a lui, in quanto sono gli unici esseri simili rimasti sulla Terra, e di regnare insieme nel nuovo mondo, ma il Nephilim rifiuta. Sam riesce a fare irruzione nell'hotel in cui si nasconde Michele e libera Jack, poi incontrano Garth che intende unirsi a loro, ma scoprono che il processo di potenziamento sta per cominciare. Sam e Jack affrontano l'amico, riescono a metterlo fuori gioco e lo catturano sperando di poterlo guarire in qualche modo. Dean, Sam, Castiel e Jack si preparano ad attaccare Michele: questi, tuttavia, riesce a possedere di nuovo il corpo di Dean e, dopo aver spezzato la lancia, dà il segnale ai suoi sottoposti che trasformeranno tutti gli abitanti della città in mostri al suo servizio.
- Supernatural Legends: licantropi, angeli.
- Special guest star: DJ Qualls (Garth Fitzgerald).
- Guest star: David Haydn-Jones (Arthur Ketch), Yadira Guevara-Prip (Kaia).
- Altri interpreti: Andrea Drepaul (Melanie), Felisha Terrell (Michele).
- Musiche: Rockin' Around The Christmas Tree (Brenda Lee)
- Ascolti USA: telespettatori 1,43 milioni - rating 18-49 anni 0,4%[16]
- Ascolti Italia: telespettatori 141 000 – share 0,60%[17]

## Nichilismo
- Titolo originale: Nihilism
- Diretto da: Amanda Tapping
- Scritto da: Steve Yockey

### Trama
Utilizzando una molotov di olio sacro e delle manette anti-angelo, Sam, Castiel e Jack riescono a immobilizzare Michele, ma non possono scappare perché i mostri hanno assediato l'hotel. Sam decide di evocare Jessica, la mietitrice incaricata da Billie di controllare i Winchester, ma al suo posto compare un'altra mietitrice, Violet, alla quale chiede un aiuto. Violet ricorda a Sam che i mietitori non possono interferire nelle azioni degli umani, ma subito dopo riceve l'ordine da Billie di salvare i cacciatori, dunque Violet li teletrasporta nel bunker. Sam e Castiel utilizzano un macchinario degli Uomini di Lettere per entrare nella mente di Dean e trovare un modo per scacciare l'arcangelo, mentre Jack resta di guardia. I due scoprono che Dean si trova in un sogno in cui gestisce un bar con Pamela Barnes e dove rivive la stessa giornata. Sam rivela al fratello che si trova bloccato in un loop temporale e deve riprendere il controllo della sua mente, ma improvvisamente compare Michele che cerca di convincere Dean a restare insieme perché hanno bisogno l'uno dell'altro. In realtà Castiel si accorge che Michele sta temporeggiando in attesa che i mostri attacchino il bunker e inoltre capisce che l'arcangelo in quel luogo non ha potere, dunque Dean decide di imprigionarlo in quel sogno. Nel frattempo i cacciatori della dimensione apocalittica tornano al bunker, ma non si accorgono che uno di loro è già stato contagiato e permette agli altri mostri di fare irruzione. Per difendere i suoi amici, Jack si trova costretto ad affrontare i mostri usando i suoi poteri e bruciando una parte della sua anima. Appena Michele viene confinato nella mente di Dean, i mostri smettono di attaccare gli umani e scappano. Castiel rimprovera Jack per aver usato la magia e gli fa capire in quali rischi incorre semmai dovesse perdere l'anima. Dean riceve la visita di Billie che gli rivela che ora tutti i quaderni che gli aveva mostrato sulla sua morte riportano che Michele riuscirà a evadere dalla sua mente e a radere al suolo il pianeta tranne che in un caso: Morte, quindi, gli consegna il quaderno che riporta tale eventualità dicendogli che la decisione spetta a lui.
- Supernatural Legends: angeli, Morte, vampiri.
- Guest stars: Traci Dinwiddie (Pamela Barnes), Lisa Berry (Billie/Morte), Katherine Evans (Maggie).
- Altri interpreti: Panta Mosleh (Violet).
- Musiche: Searching for a Rainbow (The Marshall Tucker Band)
- Ascolti USA: telespettatori 1,44 milioni - rating 18-49 anni 0,4%[18]
- Ascolti Italia: telespettatori 203 000 – share 0,80%[17]

## Merce danneggiata
- Titolo originale: Damaged Goods
- Diretto da: Phil Sgriccia
- Scritto da: Davy Perez

### Trama
Dopo aver salutato in modo insolitamente caloroso Sam e Donna, Dean fa visita a sua madre Mary a Hibbing, Minnesota, e decide di trascorrere qualche giorno con lei. Nel frattempo Nick invoca diversi demoni per scoprire dove si trova Abraxas, il demone che massacrò la sua famiglia, e scopre che qualche anno prima è stato intrappolato in una scatola enochiana da Mary Winchester. Intanto Dean, giunto al rifugio della madre, approfitta dell'assenza di Mary per costruire una cassa di Malak: un sarcofago capace di imprigionare qualsiasi essere sovrannaturale, compreso un arcangelo. Sam si accorge che al bunker mancano delle cose e capisce che Dean sta nascondendo qualcosa così, dopo aver avvisato Mary, decide di raggiungerlo. Intanto anche Nick raggiunge la cittadina dove si trova Mary e, chiedendo informazioni in giro, fa destare qualche sospetto agli abitanti del posto che lo segnalano alla polizia: Nick viene fermato da Donna, ma lui la aggredisce e riesce a scappare. Durante la notte, Mary entra nel capanno vicino la baita e scopre quello che Dean sta nascondendo, ma viene rapita da Nick. Dean viene svegliato da una telefonata in cui Donna avvisa il cacciatore di essere stata aggredita da un uomo sospetto di nome Nick che sta cercando Mary; quando Dean si accorge che la madre è sparita va a cercarla insieme a Sam, appena giunto a Hibbing. Nick minaccia Mary di liberare Abraxas perché vuole sapere cosa lo ha spinto a uccidere la sua famiglia e rapisce un innocente che farà da tramite al demone. Dopo aver rotto la scatola enochiana dalla quale Abraxas fuoriesce e possiede il corpo dell'uomo rapito, Nick comincia a fargli delle domande, ma lui propone un accordo: Abraxas gli dirà il motivo per cui ha ucciso la sua famiglia solo se Nick ucciderà Mary. Fortunatamente Sam, Dean e Donna riescono a salvare Mary prima che Nick si avventi su di lei. Temendo di essere catturato, Nick libera Abraxas che gli rivela la verità: la famiglia di Nick era stata scelta casualmente da Lucifero al quale serviva un tramite temporaneo disposto a fargli da ospite prima di scatenare l'Apocalisse. Dean tenta di esorcizzare il demone che alla fine viene ucciso da Nick con la lama angelica; Donna riesce a neutralizzare Nick sparandogli a una gamba e, prima di arrestarlo, Sam gli confessa il suo disappunto e che la vendetta non lo aiuterà a stare meglio, ma Nick gli rivela che non voleva essere salvato. Intanto Mary costringe Dean a dire la verità a Sam su quello che ha intenzione di fare. Dean rivela quindi al fratello che ha ricevuto le istruzioni da Billie per costruire una cassa Malak: l'unico modo per fermare Michele è rinchiudere Dean nella cassa e gettarla sul fondo dell'oceano Pacifico. Sam non è d'accordo e invita il fratello a trovare un'altra soluzione, ma Dean gli confessa che non riesce più a tenere a bada Michele nella sua testa e che intrappolare l'arcangelo in questo modo è l'unica cosa ragionevole. Sam, rendendosi conto che stavolta il fratello è irremovibile, accetta di aiutarlo.
- Supernatural Legends: demoni.
- Guest star: Briana Buckmaster (sceriffo Donna Hanscum), Samantha Smith (Mary).
- Altri interpreti: Nelson Leis (Nelson/Abraxas)
- Musiche: No Time (The Guess Who)
- Ascolti USA: telespettatori 1,44 milioni - rating 18-49 anni 0,4%[20]
- Ascolti Italia: telespettatori 139 000 – share 0,60%[21]

## Profeta e perdita
- Titolo originale: Prophet and Loss
- Diretto da: Thomas J. Wright
- Scritto da: Brad Buckner e Eugenie Ross-Leming

### Trama
I fratelli Winchester lavorano a un caso in Iowa in cui sono stati trovati dei cadaveri con delle incisioni enochiane sul corpo "io sono il Verbo". Durante le loro indagini scoprono che dietro gli omicidi c'è Tony Alvarez, un amico di una delle vittime, che ha un tatuaggio con la stessa frase enochiana. Sam e Dean si rivolgono a Castiel il quale rivela che Tony Alvarez è destinato a diventare il prossimo profeta dopo Donatello, ma poiché quest'ultimo si trova in coma tra la vita e la morte, Tony sta subendo delle influenze negative che lo spingono a compiere degli omicidi e deve essere fermato. Sam e Dean riescono a salvare la prossima vittima, ma si accorgono che Tony è bloccato in una sorta di trance che lo spinge al suicidio. Per evitare che un altro profeta ripeta le stesse atrocità, i fratelli Winchester e Castiel raggiungono Donatello in ospedale per dare l'ordine ai medici di staccare la spina, ma l'angelo si accorge che la mente di Donatello sta tentando di ripararsi così aiuta il profeta a guarire velocemente e lo riporta in condizioni normali. Mentre Donatello si riprende dal coma e viene aggiornato da Castiel sugli ultimi eventi, Sam, al termine di un'animata discussione, convince il fratello a desistere dal suo folle piano per fermare Michele. Nel frattempo Nick riesce ad evadere dall'ospedale in cui è piantonato, uccidendo un poliziotto, e ritorna nella sua casa: qui ha modo di parlare con il fantasma di sua moglie Sarah, che gli rivela che nonostante la morte del suo assassino non può raggiungere l'aldilà finché Nick non rinuncerà definitivamente a Lucifero, tuttavia l'uomo le confessa che non ci riesce e le fa capire che lo sta ancora cercando.
- Supernatural Legends: Profeti, fantasmi.
- Guest stars: Keith Szarabajka (Donatello Redfield).
- Altri interpreti: Jaycie Dotin (Moglie di Nick), Babak Haleky (Dottore), Nick Hunnings (Tony Alvarez).
- Musiche: Search and Destroy (All Good Things)
- Ascolti USA: telespettatori 1,40 milioni - rating 18-49 anni 0,4%[22]
- Ascolti Italia: telespettatori 210 000 – share 0,80%[21]

## Lebanon
- Titolo originale: Lebanon
- Diretto da: Robert Singer
- Scritto da: Andrew Dabb e Meredith Glynn

### Trama
Sam e Dean riescono a sottrarre un grosso quantitativo di oggetti occulti che un losco mercante aveva rubato dopo aver ucciso un cacciatore. Tornati a Lebanon, prima di rientrare al bunker, si fermano per fare rifornimento e si imbattono in Max, Stacy ed Eliot, tre ragazzi annoiati che, dopo aver rubato l'Impala, rovistano tra gli oggetti e accidentalmente liberano un fantasma. Fortunatamente Sam e Dean intervengono in tempo e recuperano la refurtiva, dopo aver ucciso il fantasma davanti allo sguardo imperterrito dei tre. Cercando informazioni su ciascun oggetto, Sam scopre una perla, detta Baozhu, che ha il potere di realizzare il desiderio più profondo del cuore di una persona. I fratelli Winchester decidono di sfruttare il potere del Baozhu per liberarsi di Michele, ma quando Dean stringe la perla davanti a loro compare un John Winchester, proveniente dal 2003, alquanto spaesato. Sam e Dean sono sorpresi di rivedere il padre al quale spiegano che si trovano nel 2019 e viene messo al corrente di quanto accaduto dopo che i tre riuscirono ad uccidere Azazel. Anche Mary è sorpresa di rivedere il suo amato John, così Dean decide di festeggiare la famiglia riunita organizzando una cena. Tuttavia i fratelli si rendono conto che la presenza di John sta alterando la realtà: Dean è ancora ricercato dalla polizia per alcuni casi di omicidio e frode, Sam è diventato un noto avvocato; di conseguenza i due non hanno mai conosciuto Castiel e Zaccaria che giungono a Lebanon alla ricerca dei responsabili che hanno alterato la linea temporale. Dopo aver ucciso Zaccaria, Sam e Dean si scontrano con un Castiel che non ha memoria dei due cacciatori e riescono a metterlo fuorigioco con un sigillo enochiano scaccia-angelo. Purtroppo i due fratelli sono costretti a rimandare il padre nel suo tempo, ma prima si godono una cena di famiglia. John ammette i suoi sbagli per aver coinvolto i figli nella sua ricerca di vendetta e per aver caricato Dean di troppe responsabilità e, nonostante tutto, dice di essere fiero di loro e di amarli. Dopo un toccante addio, Sam distrugge la perla e John sparisce: il cacciatore si risveglia nel 2003 e risponde a una telefonata di Dean dicendogli che ha fatto un sogno bellissimo.
- Supernatural Legends: fantasmi, paradossi temporali.
- Special guest star: Jeffrey Dean Morgan (John Winchester).
- Guest star: Kurt Fuller (Zaccaria), Samantha Smith (Mary).
- Altri interpreti: Skylar Radzion (Max), Zenia Marshall (Stacy), Cory Gruter-Andrew (Eliot), Donny Lucas (Terry), Chris Nowland (John Wayne Gacy).
- Musiche: Till It Shines (Bob Seger)
- Ascolti USA: telespettatori 1,64 milioni - rating 18-49 anni 0,5%[24]
- Ascolti Italia: telespettatori 158 000 – share 0,60%[25]
- Note: questo è il trecentesimo episodio della serie.

## Uroboro
- Titolo originale: Ouroboros
- Diretto da: Amyn Kaderali
- Scritto da: Steve Yockey

### Trama
Raton, New Mexico. Un giovane uomo sta cucinando il fegato di un cadavere; poi, parlando con il suo serpente, decide di mangiare un occhio della vittima e ha una premonizione in cui vede i fratelli Winchester irrompere nell'abitazione in cui si trova. La creatura decide di scappare poco prima dell'arrivo dei cacciatori che non capiscono come faccia il mostro ad anticipare le loro mosse. Sam e Dean sono alla ricerca della misteriosa creatura da settimane e in loro aiuto ci sono anche Castiel, Jack e Rowena che usa un incantesimo di rintracciamento per trovare la creatura. Durante le loro indagini Rowena chiede a Sam cosa hanno fatto per tenere in vita Jack, ma il cacciatore è restio a parlarne e le dice che è tutto sotto controllo. In realtà Jack sta ancora molto male dopo che ha usato la magia per salvare i cacciatori, ma riesce a nascondere a tutti il suo malessere usando la magia che lo tiene in vita. Nel frattempo, Dean mostra segni evidenti di affaticamento nel trattenere Michele, dicendo a Castiel che sta facendo di tutto per non abbassare la guardia in quanto l’arcangelo è davvero forte. Facendo delle ricerche, il gruppo scopre così che il mostro in questione è una Gorgone capace di avere premonizioni sul futuro, motivo per cui non sono riusciti a fermarlo prima. La creatura, Noah Ophis, sa di avere dei cacciatori al seguito e vicino la sua ultima vittima lascia un biglietto intimidatorio indirizzato a Dean, Sam e Rowena. I cacciatori si accorgono che nel messaggio non vengono menzionati Castiel e Jack, dunque capiscono che solo le creature sovrannaturali possono sfuggire alle sue premonizioni e decidono di sfruttare la cosa in loro favore. Dopo aver trovato il mostro, Jack riesce a decapitarlo e decide di prendere con sé il serpente della Gorgone, ma durante lo scontro Dean rimane ferito alla testa e viene portato al bunker. Jack vorrebbe curarlo con i suoi poteri, ma Castiel glielo vieta perché rischia di perdere l'anima. Intanto Michele riesce a evadere dalla mente di Dean e chiede a Rowena di fare da tramite con la minaccia di uccidere i cacciatori presenti. Rowena accetta, ma Michele viene meno alla promessa; Jack tuttavia lo affronta usando i poteri: riesce a scacciare l'arcangelo dal corpo di Rowena e dopo averlo ucciso gli sottrae la grazia, tornando finalmente in salute e con i suoi poteri.
- Supernatural Legends: Gorgone, arcangeli, Nephilim.
- Guest star: Ruth Connell (Rowena MacLeod/Michele), Katherine Evans (Maggie).
- Altri interpreti: Philippe Bowgen (Noah Ophis), Benita Ha (Veterinaria).
- Ascolti USA: telespettatori 1,28 milioni - rating 18-49 anni 0,4%[26]
- Ascolti Italia: telespettatori 235 000 – share 0,90%[25]

## Pace mentale
- Titolo originale: Peace of Mind
- Diretto da: Phil Sgriccia
- Scritto da: Steve Yockey e Meghan Fitzmartin

### Trama
Sam decide di occuparsi di un caso insieme a Castiel che li porta a indagare in una cittadina dell'Arkansas, ferma agli anni '50, in cui tutti gli abitanti sono apparentemente felici, ma sembrano ignorare i recenti omicidi in cui alcune persone sono esplose in circostanze misteriose. Durante le indagini anche Sam cade vittima del sortilegio, vestendo i panni del nuovo marito di Cindy Smith, e sembra aver perso la memoria, dunque Castiel deve continuare a indagare da solo oltre a salvare l'amico. L'angelo scopre che il sindaco, Chip Harrington, è un sensitivo capace di manipolare la mente delle persone e costringe gli abitanti della cittadina a vivere nella sua illusione. Harrington tenta invano di manipolare anche Castiel che gli rivela di non essere umano, dunque il suo potere non sortisce alcun effetto. L'angelo si fa aiutare da Sunny, la figlia del sindaco, anche lei sensitiva che, disgustata dalle azioni del padre che hanno portato alla morte del suo fidanzato, riesce a fermare Harrington e annullare il sortilegio. Nel frattempo Dean deve scoprire se Jack ha consumato del tutto la sua anima durante lo scontro con Michele, così lo porta da Donatello che dopo una breve chiacchierata afferma che il Nephilim ha ancora l'anima, ma per sapere effettivamente quanto è rimasto dell'anima, Jack dovrà essere in grado di saper manifestare pietà, empatia e umanità. Tornati al bunker, Sam confessa a Dean di aver bisogno di tempo per elaborare il lutto dei cacciatori morti per mano di Michele; nel frattempo Castiel assiste preoccupato alla scena che vede Jack uccidere il serpente della Gorgone per fare in modo che si ricongiungesse al suo vecchio padrone, seguendo una distorta morale.
- Supernatural Legend: controllo mentale.
- Guest star: Keith Szarabajka (Donatello Redfield).
- Altri interpreti: Caitlin Ashley Thompson (Sunny Harrington), Bill Dow (Chip Harrington), Kimberley Shoniker (Cindy Smith).
- Musiche: We Live In Two Different Worlds (Slim Whitman)
- Ascolti USA: telespettatori 1,51 milioni - rating 18-49 anni 0,4%[27]
- Ascolti Italia: telespettatori 142 000 – share 0,60%[28]

## Non andare nel bosco
- Titolo originale: Don't Go in the Woods
- Diretto da: John Fitzpatrick
- Scritto da: Davy Perez e Nick Vaught

### Trama
Sam e Dean si recano in una cittadina dell'Iowa a causa delle misteriose morti che avvengono nel bosco che è infestato da un Kohonta, un mostro che si nutre di carne umana, e grazie all'aiuto dello sceriffo riescono a neutralizzarlo. Nel frattempo Jack, su richiesta di Dean, esce dal bunker per fare provviste e si imbatte in Max, Stacy ed Eliot, dei ragazzi che qualche tempo prima sono stati aiutati dai Winchester: i tre lo invitano a passare la serata con loro, ma, mostrando i suoi poteri, ferisce accidentalmente Stacy e, pur riuscendo a curarla, viene bruscamente allontanato. Tornati al bunker, Sam e Dean confessano a Jack di non averlo coinvolto nella loro ultima caccia perché vogliono assicurarsi che non userà i suoi poteri finché non ne avrà di nuovo il completo controllo; il ragazzo accetta e promette di rispettare le loro condizioni, non rivelando però nulla di quanto è successo durante la loro assenza.
- Supernatural Legend: Kohonta.
- Guest star: Phillip Lewitski (Thomas Romero), Skylar Radzion (Max), Zenia Marshall (Stacy), Cory Gruter-Andrew (Eliot), Adam Beach (Mason Romero).
- Altri interpreti: Andrew Long (Henry Parker), Kimi Alexander (Sara).
- Ascolti USA: telespettatori 1,46 milioni - rating 18-49 anni 0,4%[29]
- Ascolti Italia: telespettatori 255 000 – share 0,90%[28]

## Serata di gioco
- Titolo originale: Game Night
- Diretto da: John Shawalter
- Scritto da: Meredith Glynn

### Trama
Castiel si rivolge ad Anael per scoprire come il suo ex superiore, Joshua, riuscisse a comunicare con Dio, poiché quest'ultimo è l'unico che possa restituire a Jack la sua anima. I due si recano quindi da Matusalemme, un amico di Joshua, e ritrovano l'amuleto che Sam aveva regalato a Dean col quale è possibile rilevare la presenza di Dio, ma nonostante le loro preghiere non ricevono alcuna risposta. Nel frattempo Nick, ottenuta la collaborazione dei demoni, rapisce Donatello e mette in atto un piano diabolico per riportare Lucifero indietro dal Nulla cosmico, diventando di nuovo il suo tramite. Dopo aver iniettato della grazia angelica al profeta, Nick riesce a mettersi in contatto con l'arcangelo che gli rivela gli ingredienti per un incantesimo che lo riporterà in vita. Dean riceve una chiamata di Donatello nella quale il profeta chiede il loro aiuto e, con un messaggio in codice, li avverte delle intenzioni di Nick; i cacciatori raggiungono la casa del profeta, dove trovano Nick che confessa di aver rapito e avvelenato Donatello (al quale resta un giorno di vita prima che il veleno faccia effetto), ma lo libererà solo a patto di poter parlare con "suo figlio" Jack. Dean prova a usare le maniere forti affinché Nick confessi, ma l'uomo non si arrende e, poiché hanno poco tempo per salvare il profeta, Jack accetta di parlare con Nick: in realtà l'incontro è solo un pretesto per poter ottenere il sangue del Nephilim, uno degli ingredienti per l'incantesimo che porterà in vita Lucifero. Nick lancia una serie di provocazioni a Jack per farlo avvicinare a lui e riesce a dargli una testata, facendolo sanguinare sulla sua camicia. Dopodiché Dean, Sam e Nick si recano sul luogo dove è segregato Donatello: mentre Dean soccorre il profeta, Sam resta di guardia nell'Impala. Nel frattempo Jack e Mary scoprono che Donatello non è stato avvelenato, dunque realizzano che il salvataggio del profeta è una trappola per i fratelli Winchester: infatti, mentre Dean sta per liberare l'amico, viene attaccato da un gruppo di demoni, invece Nick riesce a liberarsi dalle manette e scappa dopo aver aggredito Sam, colpendolo più volte alla testa con un sasso. Dean riesce con non poche difficoltà a uccidere i demoni, ma quando raggiunge il fratello scopre che è gravemente ferito e rischia la vita. Jack si teletrasporta da Dean e Sam, guarendo quest'ultimo, poi torna da Mary con la quale intende fermare Nick che sta ultimando l'incantesimo. Il Nephilim riesce a scongiurare il ritorno di Lucifero e decide di uccidere Nick, bruciandolo vivo, sotto lo sguardo attonito di Mary che gli esprime il suo disappunto: la cacciatrice realizza che Jack non ha più l'anima e cerca di fargli capire che deve essere aiutato. Jack, ritenendo di aver fatto la cosa giusta in quanto Nick era una minaccia, si arrabbia ma perde il controllo dei suoi poteri e attacca accidentalmente Mary.
- Supernatural Legends: angeli, demoni, Nephilim.
- Guest stars: Keith Szarabajka (Donatello Redfield), Danneel Harris (Anael), Samantha Smith (Mary).
- Altri interpreti: Nathan Kay (Matusalemme).
- Musiche: Raindrops Keep Falling On My Head (B.J. Thomas)
- Ascolti USA: telespettatori 1,25 milioni - rating 18-49 anni 0,3%[30]
- Ascolti Italia: telespettatori 146 000 – share 0,60%[31]

## Assenza
- Titolo originale: Absence
- Diretto da: Nina Lopez-Corrado
- Scritto da: Robert Berens

### Trama
Sam e Dean tornano al bunker e, preoccupati per la lunga assenza di Jack e Mary, allertano tutti i loro conoscenti per trovarli. Castiel viene messo al corrente che Jack e Mary erano andati da Nick per fermare il suo folle piano, ma teme che qualcosa sia andato storto; infatti l'angelo confessa ai fratelli Winchester di essere preoccupato in quanto Jack gli è sembrato cambiato da quando ha ucciso il serpente della Gorgone in un gesto di pietà. Dean e Sam ripercorrono le tracce della madre, arrivano a un rifugio abbandonato dove trovano il cadavere di Nick e una chiazza di terra bruciata, ipotizzando  che Mary sia morta durante lo scontro. I cacciatori chiedono l'aiuto di Rowena che con un incantesimo di tracciamento rivela che Mary non è più in vita; Dean si arrabbia con Castiel per aver tenuto nascoste le sue preoccupazioni su Jack e gli ordina di trovare l'anima di Mary in Paradiso con l'intento di riportarla in vita attraverso uno degli incantesimi di Rowena. Castiel prova a mettersi in contatto con Naomi ma è Duma a rispondere alla sua chiamata e a mostrargli che ormai Mary è in pace nel suo Paradiso dove non ha rimpianti né sensi di colpa. Nel frattempo Jack, pentito per ciò che ha fatto, sta cercando un modo per riportare in vita la cacciatrice, così raggiunge Rowena prima dell'arrivo dei Winchester e la costringe a usare un incantesimo del Libro dei Dannati. Jack confessa alla strega di aver accidentalmente polverizzato Mary, ma Rowena gli spiega che senza un corpo l'incantesimo non può funzionare. Il Nephilim prova a compiere l'incantesimo da solo ma, siccome il ragazzo non è esperto nella necromanzia tanto quanto Rowena, riesce soltanto a richiamare una copia del corpo di Mary. Jack scappa appena viene raggiunto da Sam e Dean che si riversano sul corpo della madre alla quale decidono di dare un degno funerale da cacciatrice. I fratelli Winchester si rendono conto che l'affezionarsi a Jack li ha portati ad abbassare la guardia nei suoi confronti, ma in realtà hanno sempre saputo che il Nephilim era potenzialmente pericoloso. Nel frattempo Jack continua a scappare e trova conforto nella manifestazione del suo subconscio, cui ha dato l'aspetto di Lucifero nel corpo di Nick, che gli rivela che ormai il suo rapporto coi Winchester è rovinato e non può tornare indietro.
- Supernatural Legends: angeli, nephilim, streghe.
- Guest stars: Samantha Smith (Mary), Ruth Connell (Rowena), Erica Cerra (Duma).
- Ascolti USA: telespettatori 1,47 milioni - rating 18-49 anni 0,4%[32]
- Ascolti Italia: telespettatori 182 000 – share 0,70%[31]

## Jack nella scatola
- Titolo originale: Jack in the Box
- Diretto da: Robert Singer
- Scritto da: Eugenie Ross-Leming e Brad Bucker

### Trama
Dean presiede alla veglia funebre di Mary alla quale partecipano diversi cacciatori; Sam vorrebbe affrontare il lutto parlando con Dean, ma quest'ultimo preferisce stare da solo ed esterna il suo dolore tornando nel luogo in cui è morta la madre. Bobby convince i fratelli Winchester che ormai Jack è irrecuperabile e deve essere fermato, così Sam e Dean si mettono alla ricerca del Nephilim. Nel frattempo Jack continua a scappare e il suo subconscio, che ha le sembianze di Lucifero, cerca di corromperlo e di convincerlo che i Winchester non rappresentano alcuna famiglia per il ragazzo perché ora lo odiano e pertanto non può fidarsi di loro, ma solo di sé stesso. Castiel, deciso a dimostrare a Dean che Jack può essere salvato, si rivolge a Duma per trovarlo: questa, tuttavia, dopo aver trovato il Nephilim lo convince con l'inganno a lavorare per il Paradiso con l'intento di sfruttare al massimo i suoi poteri. Duma ordina a Jack di trasformare alcuni umani molto fedeli in angeli e di punire coloro che si oppongono al Paradiso, seguendo i dettami del Vecchio Testamento. Gli omicidi compiuti da Jack mettono in allerta i Winchester e Castiel che torna in Paradiso e uccide Duma quando scopre che quest'ultima sta manipolando il Nephilim. Non sapendo come neutralizzarlo, Dean convince Sam a rinchiudere il ragazzo nella cassa di Malak attraverso uno stratagemma. Jack torna al bunker e chiede perdono ai fratelli Winchester; Dean e Sam dicono a Jack che hanno trovato un modo per restituirgli l'anima ma che prima dovrà stare in un luogo sicuro, così Jack accetta di farsi rinchiudere nella cassa di Malak. Castiel torna al bunker e ha una discussione con Dean e Sam appena scopre che hanno intrappolato Jack. Nel frattempo il Nephilim viene convinto dal suo inconscio di essere stato ingannato, così usa al massimo i suoi poteri per distruggere la cassa. 
- Supernatural Legends: angeli, nephilim
- Special guest star: Jim Beaver (Bobby).
- Guest star: Erica Cerra (Duma).
- Altri interpreti: Dean Monroe McKenzie (Eremiel).
- Ascolti USA: telespettatori 1,28 milioni - rating 18-49 anni 0,3%[33]
- Ascolti Italia: telespettatori 140 000 – share 0,50%[34]

## Moriah
- Titolo originale: Moriah
- Diretto da: Phil Sgriccia
- Scritto da: Andrew Dabb

### Trama
Jack riesce ad evadere dalla cassa di Malak e, dopo aver messo fuori gioco Dean, Sam e Castiel, fugge dal bunker. Pertanto Sam e Dean si lanciano all'inseguimento del Nephilim, mentre Castiel tenta invano di entrare all'Inferno per studiare la Gabbia così da poterla ricreare e confinarci il ragazzo. Durante tale tentativo viene avvicinato da Chuck, che aveva ascoltato la preghiera dell'angelo, e teletrasporta tutti al bunker mentre nel mondo scoppia il caos perché Jack ha stabilito che nessuno possa più mentire. Dio riporta la situazione alla normalità e, dopo aver risposto in modo evasivo alle domande dei Winchester, consegna loro una pistola capace di uccidere qualunque cosa in cambio della vita di chi la utilizza, dunque l'arma deve essere utilizzata da uno dei due cacciatori. Rimasti soli, Dean rivela a Sam che ha intenzione di uccidere Jack, ma lui, restio a dover affrontare anche la morte del fratello, è dell'opinione che invece dovrebbero provare a salvarlo e gli ricorda che il ragazzo ha perso l'anima per salvare loro due. Parlando con Chuck, Sam gli chiede perché non è mai intervenuto per scongiurare le catastrofi che i Winchester hanno dovuto fermare e Lui gli confessa che loro due sono il Suo "spettacolo" preferito, dunque è a conoscenza di tutto; tuttavia gli rivela che non c'è modo di salvare Jack che quindi deve essere ucciso, ma Sam capisce che in realtà Chuck ha paura del Nephilim perché è una creatura molto potente. Nel frattempo Jack torna a far visita a sua nonna, ma quest'ultima, dopo aver scoperto che Jack non lavorava con Kelly, manda via il ragazzo sospettando che sia stato lui a ucciderla. Jack raggiunge Castiel e gli confessa che non prova più sentimenti, vorrebbe essere buono ma si sente solo vuoto; l'angelo promette di aiutarlo e vorrebbe portarlo in un posto sicuro ma vengono raggiunti da Dean che, armato della pistola di Chuck, si appresta ad uccidere il Nephilim che sorprendentemente non oppone resistenza perché si convince di essere un "mostro" e dunque merita di morire. Sam raggiunge di corsa il fratello che tuttavia non riesce a premere il grilletto perché sa che la vendetta non lo aiuterà a colmare il dolore della perdita della madre. Chuck si infuria perché non ottiene il finale sperato e cerca di fare leva sulle debolezze di Dean, promettendogli di riportare in vita Mary se ucciderà il Nephilim. I Winchester capiscono quindi che tutto ciò che è capitato nella loro vita è stato solo una sorta di show personale che Chuck si è voluto creare per puro divertimento e quindi decidono di non ascoltarlo. Chuck, con uno schiocco di dita uccide Jack ma, prima di andare via, Sam gli spara un colpo ed entrambi riportano una ferita alla spalla. Adirato dal loro comportamento, Chuck libera le anime dell'inferno e i Winchester si trovano ad affrontare un'orda di fantasmi, demoni e zombie. Nel frattempo il Nephilim si sveglia nel Nulla cosmico dove viene avvicinato da Billie che ha intenzione di parlargli.
- Supernatural Legends: Dio, Nephilim, Morte, Nulla cosmico.
- Guest stars: Rob Benedict (Chuck/Dio), Lisa Berry (Billie/Morte).
- Musiche: God Was Never On Your Side (Motörhead)
- Ascolti USA: telespettatori 1,30 milioni - rating 18-49 anni 0,3%[35]
- Ascolti Italia: telespettatori 197 000 – share 0,70%[34]